# 대원화성
대원화성(Daewon Chemical Co., Ltd.)은 대한민국의 합성피혁 기업이다. 본사는 서울시 강남구 봉은사로 327 (논현동 278-19 궁도빌딩 13층)에 위치해 있으며 대표이사는 강동엽이다.

## 제품
고급 습식 합성 피혁을 리비안과 현대자동차, 기아 등에 납품한다

## 사업
캐나다 몰리브덴 광개발(Lucky ship) 프로젝트 투자사업을 진행하고 있으며 현재 광개발권 지분 21%을 가지고 있다.

## 상장
1997년 10월 23일에 코스피 시장에 상장하였다.

## 같이 보기
- LG하우시스
- 신한벽지
- 개나리벽지
- 에코캡

## 참고문헌
1. ↑  美 리비안 2분기 호실적 발표...대원화성·에코캡 주가 무슨일?, 인포스톡데일리, 2022.07.12
2. ↑  대원화성, 리비안·벤츠 ‘합작 회사’ 설립한다...전기밴 공동 생산 협력 ‘강세’, 이데일리, 2022.09.13
3. ↑  김인오, ‘서구·중국 전기차 갈등’에 리비안 등 미국 전기차 꿈틀…에코캡·대원화성 급등, 매일경제, 2024-06-26
4. ↑  대원화성, 정부 미 IRA 대응 캐나다 광물 포괄적 협약…몰리브덴 광산 지분 21% 보유 강세, Fn뉴스, 2022.09.20